# David Erskine, 2:e baron Erskine
David Montagu Erskine, 2:e baron Erskine, född den 12 augusti 1776, död den 19 mars 1855, var en brittisk diplomat. Han var son till Thomas Erskine, 1:e baron Erskine och far till Edward Morris Erskine. 
Erskine blev 1802 Barrister-at-Law och 1806 ledamot av underhuset för Portsmouth, då hans far blev lordkansler. Åren 1806–1809 var han minister i Washington, levde därefter utan tjänst till 1825 och ärvde under tiden (1823) lordtiteln efter sin far. Åren 1825–28 var han minister i Stuttgart och 1828–1843 i München.